# Liste der Bodendenkmäler in Markt Bibart
Auf dieser Seite sind die Bodendenkmäler in dem mittelfränkischen Markt Markt Bibart zusammengestellt. Diese Tabelle ist eine Teilliste der Liste der Bodendenkmäler in Bayern. Grundlage ist die Bayerische Denkmalliste, die auf Basis des Bayerischen Denkmalschutzgesetzes vom 1. Oktober 1973 erstmals erstellt wurde und seither durch das Bayerische Landesamt für Denkmalpflege geführt wird. Die folgenden Angaben ersetzen nicht die rechtsverbindliche Auskunft der Denkmalschutzbehörde.

## Bodendenkmäler in Markt Bibart

### Gemarkung Altmannshausen
| Lage                      | Objekt | Akten-Nr.     | Bild |
| ------------------------- | --- | ------------- | ---- |
| Altmannshausen (Standort) | Mittelalterlicher Burgstall.                                                                                                | D-5-6328-0005 |      |
| Altmannshausen (Standort) | Grabhügel der Hallstattzeit.                                                                                                | D-5-6328-0006 |      |
| Altmannshausen (Standort) | Grabhügel vorgeschichtlicher Zeitstellung.                                                                                  | D-5-6328-0007 |      |
| Altmannshausen (Standort) | Siedlung vor- und frühgeschichtlicher Zeitstellung.                                                                         | D-5-6328-0045 |      |
| Altmannshausen (Standort) | Mittelalterliche und frühneuzeitliche Befunde im Bereich der Katholischen Filialkirche St. Jacobus maior in Altmannshausen. | D-5-6328-0055 |      |

### Gemarkung Markt Bibart
| Lage                    | Objekt | Akten-Nr.     | Bild |
| ----------------------- | --- | ------------- | ---- |
| Markt Bibart (Standort) | Mittelalterliche und frühneuzeitliche Marktsiedlung von Markt Bibart.                                             | D-5-6328-0047 |      |
| Markt Bibart (Standort) | Mittelalterliche und frühneuzeitliche Marktbefestigung von Markt Bibart.                                          | D-5-6328-0048 |      |
| Markt Bibart (Standort) | Mittelalterliche und frühneuzeitliche Befunde im Bereich der Katholischen Pfarrkirche St. Marien in Markt Bibart. | D-5-6328-0049 |      |

### Gemarkung Ziegenbach
| Lage                  | Objekt                                                                                      | Akten-Nr.     | Bild |
| --------------------- | ------------------------------------------------------------------------------------------- | ------------- | ---- |
| Ziegenbach (Standort) | Frühneuzeitliche Befunde im Bereich der Evangelisch-Lutherischen Pfarrkirche in Ziegenbach. | D-5-6328-0056 |      |